# Rikissa av Danmark

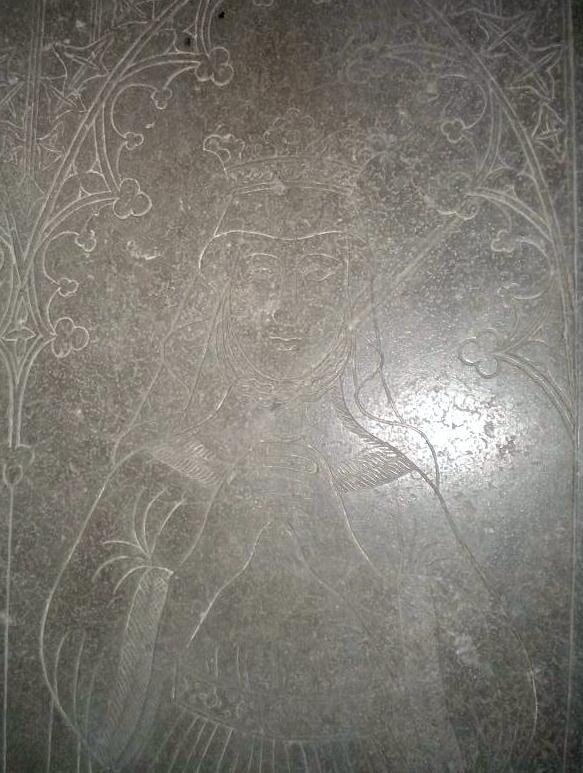
Drottning Rikissa av Sverige på en gravvård från 1500-talet i Varnhem (hon dog i fäderneslandet Danmark och gravsattes i Ringsted).

Rikissa av Danmark, född före 1183, död 8 maj 1220, var drottning av Sverige, dotter till Valdemar den store och Sofia av Minsk.
Rikissa var drottning av Sverige, gift med kung Erik Knutsson. Hon var dotterdotter till svenska drottningen Rikissa av Polen. Rikissas och Eriks giftermål genomfördes för att bekräfta att fred rådde mellan Sverige och Danmark. Kung Erik skrev till Valdemar Sejr av Danmark och bad om hans systers hand efter sin seger vid Gestilren där kung Sverker Karlsson stupade. Med det äktenskapet tänkte han beröva den Sverkerska ätten dess inflytande i Danmark och få inflytande för sin egen ätt.
Valdemar hade först stöttat den Sverkerska ätten, men i och med att Sverker Karlsson stupade i sitt försök att återta tronen insåg han att Danmark inte hade något att vinna på att fortsätta kriget mot Sverige. Valdemar samtyckte därför till systerns giftermål och Rikissa for till Sverige där hon möttes av flera svenska adelsmän och adelsfruar med hästar. Hon blev då förvånad över att det inte fanns någon vagn för henne att färdas i, men de svenska adelsdamerna sa att hon var tvungen att följa de svenska sederna för att bli accepterad i sitt nya land.
Erik dog 1216 och begravdes i Varnhems klosterkyrka. Rikissa dog år 1220 och begravdes i Sankt Bendts Kirke tillsammans med sina föräldrar i Ringsted.

## Barn
1. Sofia (död före 24 april 1241), gift med furst Henrik Burwin III av Mecklenburg (död 1277/1278)
2. Marianne, pommersk furstinna[3][4], kallad Mariana och Marina
3. Ingeborg, gift med Birger jarl.
4. Erik, efter sin livstid kallad Erik läspe och halte (postum, född 1216 efter faderns död).